# ノー・モア・ミスター・ナイス・ガイ
「ノー・モア・ミスター・ナイス・ガイ」（No More Mr. Nice Guy）は、アメリカ合衆国のロック・バンドであるアリス・クーパーが1973年のスタジオ・アルバム『ビリオン・ダラー・ベイビーズ』で発表した楽曲。

## 解説
メンバーのアリス・クーパー（ボーカル）とマイケル・ブルース（ギター）が共作した曲で、同年シングル・カットされた。母国アメリカのBillboard Hot 100では25位。全英シングルチャートでは10位に達し、彼等にとって4度目のトップ10入りを果たした。
音楽評論家のGreg Pratoはオールミュージックにおいて「毒が加味されたポップ・キャンディ」と評している。

## 他メディアでの使用例
アメリカ映画『バッド・チューニング』（1993年公開）、アメリカ映画『ダーク・シャドウ』（2012年公開）のサウンドトラックで使用された。

## カヴァー

### メガデスによるカヴァー
メガデスは、アメリカ映画『ショッカー』（1989年）のサウンドトラックに「ノー・モア・ミスター・ナイス・ガイ」のカヴァーを提供した。デッド・オンが同作に提供した「ディファレント・ブリード」とのスプリット・シングルも、『ショッカー』のサウンドトラック・アルバムの原盤権を持つSBKレコードからリリースされた。当時はジェフ・ヤング脱退からマーティ・フリードマン加入の間の時期に当たり、スポート・トンプソンがアディショナル・ギタリストとしてクレジットされている。
このヴァージョンは、メガデス名義のコンピレーション・アルバム『ヒドゥン・トレジャーズ』（1995年）にも収録された。

### その他
- パット・ブーン - カヴァー・アルバム『In a Metal Mood: No More Mr. Nice Guy』（1997年）に収録。
- ロジャー・ダルトリー - トリビュート・アルバム『アリス・クーパー・トリビュート (Humanary Stew: A Tribute to Alice Cooper)』（1999年）に提供。ボブ・キューリック、スラッシュ、マイク・アイネズ、カーマイン・アピス、デイヴィッド・グレン・アイズレーがバックを務めた[14]。